# EuroLOT
EuroLOT er flyselskab fra Polen. Selskabet er ejet af den polske stat og flyselskabet LOT Polish Airlines. EuroLOT har hub på Kraków-Balice Johannes Paul II Lufthavn og Warszawa Chopin Lufthavn. Selskabet har hovedkontor i landets hovedstad Warszawa, og blev etableret i 1996.
Selskabet fløj i marts 2012 passagerflyvninger til 15 destinationer, hvor af cirka halvdelen var i Polen. Flyflåden bestod af 16 fly med en gennemsnitsalder på 17.9 år. Heraf var der fire eksemplarer af ATR 42 og ni ATR 72. De største fly i flåden var tre eksemplarer af Embraer 175 med plads til 82 passagerer, hvoraf de to fly blev opereret på vegne af den polske regering. I løbet af sommeren 2012 vil EuroLOT modtage otte nye eksemplarer af flytypen Bombardier Dash 8 Q400 NextGen.